# Love Me Land
"Love Me Land" é uma canção da cantora sueca Zara Larsson, lançada em 10 de julho de 2020, através da TEN Music Group e Epic Records como o segundo single de seu terceiro álbum de estúdio Poster Girl (2021). Foi co-escrita por Larsson, ao lado de Julia Michaels, Justin Tranter e Jason Gill, que também produziu a canção. Foi descrita como "uma faixa dance-pop pulsante e cheia de atitude".

## Videoclipe
Em entrevista à Teen Vogue, Zara afirmou que o videoclipe foi filmado na Suécia, onde a mesma estava hospedada durante a pandemia. “Uma diferença em relação às filmagens de vídeo comuns é que tínhamos a diretora em um link ao vivo direto da Finlândia porque ela não podia viajar”, explicou ela. O vídeo apresenta Zara dançando com vários efeitos de luzes, com uma mistura de cenas performáticas no estilo retrato e movimentos frenéticos.

## Faixas e formatos
Download digital
1. "Love Me Land" — 2:39

Love Me Land — Secondcity Remix
1. "Love Me Land" (Secondcity Remix) — 3:46

## Desempenho nas tabelas musicais
| País — Tabela musical (2020)          | Melhor posição  |
| ------------------------------------- | --------------- |
| Chéquia (Rádio Top 100)               | 58              |
| Escócia (OCC)                         | 67              |
| Nova Zelândia (RMNZ)                  | 11              |
| Reino Unido (Singles Downloads Chart) | 45              |
| Suécia (Sverigetopplistan)            |                 |
| País — Tabela musical (2023)          | Melhor posição  |
| Moldávia (TopHit)                     | 102             |
| País — Tabela musical (2024)          | Posição de pico |
| Moldávia (TopHit)                     | 24              |

| País — Tabela musical (2020) | Melhor posição |
| ---------------------------- | -------------- |
| Chéquia (Rádio Top 100)      | 7              |
| País — Tabela musical (2024) | Melhor posição |
| Moldávia (TopHit)            | 26             |

## Certificações
| Pais                                                           | Provedor  | Certificação | Certificações e vendas |
| Streaming                                                      | Streaming | Streaming    | Streaming              |
| -------------------------------------------------------------- | --------- | ------------ | ---------------------- |
| Suécia                                                         | (GLF)     | Platina      | 8,000,000†             |
| ‡vendas+valores de streaming baseados somente na certificação. |           |              |                        |

## Histórico de lançamento
| Região         | Data                | Formato                    | Versão           | Gravadora | Ref.         |
| -------------- | ------------------- | -------------------------- | ---------------- | --------- | ------------ |
| Várias         | 10 de julho de 2020 | Download digital streaming | Original         | TEN Epic  | [ 5 ] [ 17 ] |
| Reino Unido    | 10 de julho de 2020 | Rádios mainstream          | Original         | TEN Epic  | [ 18 ]       |
| Rússia         | 15 de julho de 2020 | Rádios mainstream          | Edição de rádio  | TEN Epic  | [ 19 ]       |
| Estados Unidos | 21 de julho de 2020 | Rádios mainstream          | Original         | Epic      | [ 20 ]       |
| Várias         | 7 de agosto de 2020 | Download digital streaming | Secondcity Remix | TEN Epic  | [ 6 ] [ 21 ] |